# پادشاه پاپ (آلبوم)
پادشاه پاپ نام آلبوم گردآوری شده‌است که در جشن تولد ۵۰ سالگی مایکل جکسون در ۲۹ اوت ۲۰۰۸ منتشر شد. عنوان این آلبوم به لقبی که تقریباً در ۲۰ سال پیش به جکسون به خاطر موفقیت‌هایش که در موسیقی به دست آورده بود داده بودند بر می‌گردد.
برای انتخاب آهنگ‌ها طرفداران در هر کشور آهنگ‌های منتخب خود را انتخاب می‌کردند. این آلبوم در ۱۹ کشور منتشر شد ولی در ایالات متحده منتشر نشد.

## نسخه‌ها

### اتریش
در ۲۰ ژوئیه، آگهی نسخه اتریشی آلبوم در دو دیسک داده شد. این آلبوم در تولد جکسون منتشر شد. طرفداران از بین ۱۰۰ آهنگ، آهنگ‌های زیر را برگزیدند.
آهنگ‌های آلبوم:
1. «مردی در آینه» Man in the Mirror
2. «مجرم زیرک» Smooth Criminal
3. «بیلی جین» Billie Jean
4. «حسی که تو به من میدی» The Way You Make Me Feel
5. «سیاه یا سفید» Black or White
6. «زمان رو به یاد بیار» Remember the Time
7. «تو تنها نیستی» You Are Not Alone
8. «طبیعت آدم» Human Nature
9. «میخوای چیزی رو شروع کنی» Wanna Be Startin' Somethin
10. «اونا به ما اهمیتی نمی‌دن» They Don't Care About Us
11. «دایانای کثیف» Dirty Diana
12. We've Had Enough
13. «(خودتو) به من بسپار» Give In to Me
14. «آیا آنجا خواهی بود» Will You Be There
15. «شفا دادن دنیا» Heal the World
16. Got the Hots
17. «ای بی سی» ABC
18. «می تونی حسش کنی» Can You Feel It
19. «بگو بگو بگو» Say Say Say
20. «دلهره آور» Thriller
21. «بد» Bad
22. «او کیست» Who Is It
23. «ترانه زمین» Earth Song
24. «بزن به چاک» Beat It
25. «رقص با تو» Rock With You
26. «فقط نمی‌تونم دوست داشتنت رو مهار کنم» I Just Can't Stop Loving You
27. «ما دنیاییم» We Are the World
28. «غریبه‌ای در مسکو» Stranger in Moscow
29. «تو دنیامو می‌لرزونی» You Rock My World
30. «جیغ» Scream
31. «روح‌ها» Ghosts
32. «مگامیکس دلهره آور» Thriller Megamix

### استرالیا
آگهی نسخه استرالیایی آلبوم توسط سونی بی ام جی استرالیا در ۲۰ ژوئن داده شد که در تولد جکسون منتشر شد. از ۲۱ ژوئن ۲۰۰۸، طرفداران استرالیایی به مدت سه هفته فرصت داشتند تا ۳۰ آهنگ برای آلبوم انتخاب کنند. پادشاه پاپ در دو نسخه منتشر شد: اولین نسخه، نسخه محدود بود که در دیجی پک منتشر شد به همراه یک پوستر. نسخه دوم به صورت استاندارد منتشر شد و فاقد پوستر بود.
لیست آهنگ‌ها:
دیسک ۱:
1. «بیلی جین» Billie Jean
2. «مردی در آینه» Man in the Mirror
3. «مجرم زیرک» Smooth Criminal
4. «بزن به چاک» Beat It
5. «دلهره آور» Thriller
6. «اونا به ما اهمیتی نمی‌دن» They Don't Care About Us
7. «او کیست» Who Is It
8. «سیاه یا سفید» Black or White
9. «تو دنیامو می‌لرزونی» You Rock My World
10. «میخوای چیزی رو شروع کنی» Wanna Be Startin' Somethin
11. «حسی که تو به من میدی» The Way You Make Me Feel
12. «تا به اندازهٔ کافی گیرت نیومده بس نکن» Don't Stop 'til You Get Enough
13. «دایانای کثیف» Dirty Diana
14. «خون روی زمین رقص» Blood on the Dance Floor
15. «رقص با تو» Rock With You
16. «غریبه‌ای در مسکو» Stranger in Moscow
17. «زمان رو به یاد بیار» Remember the Time

دیسک ۲:
1. «آیا آنجا خواهی بود» Will You Be There
2. «(خودتو) به من بسپار» Give In to Me
3. «تو تنها نیستی» You Are Not Alone
4. «بگو بگو بگو» Say Say Say
5. «جیغ» Scream
6. State of Shock
7. Got the Hots
8. You Can't Win
9. Fall Again
10. Sunset Driver
11. Someone Put Your Hand Out
12. «در عقب» In the Back
13. «ما دنیاییم» We Are the World
14. One More Chance
15. «مگامیکس دلهره آور» Thriller Megamix

### بلژیک
در ۲۶ ژوئیه، آگهی داده شد که آلبوم در دو دیسک و در ۲۵ اوت منتشر می‌شود. طرفداران از بین ۱۲۴ آهنگ می‌توانستند ۵ آهنگ انتخاب کنند.
لیست آهنگ‌ها:
1. «بیلی جین» Billie Jean
2. «بزن به چاک» Beat It
3. «بد» Bad
4. «خون روی زمین رقص» Blood on the Dance Floor
5. «بگو بگو بگو» Say Say Say
6. «می تونی حسش کنی» Can You Feel It
7. Blame It on the Boogie
8. «قسمت دیگهٔ من» Another Part of Me
9. «عزیزم مال من باش» Baby Be Mine
10. «بد ۲» ۲ Bad
11. «خطرناک» Dangerous
12. «دایانای کثیف» Dirty Diana
13. «تا به اندازهٔ کافی گیرت نیومده بس نکن» Don't Stop 'til You Get Enough
14. «ترانه زمین» Earth Song
15. «کودکی» Childhood
16. «دختر زیبا» Beautiful Girl
17. «دور هم جمع شید» Come Together
18. «پروانه‌ها» Butterflies
19. «سپیده‌دم» Break of Dawn
20. «گریه» Cry
21. «شفا دادن دنیا» Heal the World
22. «روح‌ها» Ghosts
23. Burn This Disco Out
24. «نمی تونم بذارم بره» Can't Let Her Get Away
25. «فقط نمی‌تونم دوست داشتنت رو مهار کنم» I Just Can't Stop Loving You
26. «دلهره آور» Thriller
27. «(خودتو) به من بسپار» Give in to Me
28. «تاریخ» HIStory
29. «مجرم زیرک» Smooth Criminal
30. «طبیعت آدم» Human Nature
31. «زمان رو به یاد بیار» Remember the Time
32. «دختر لیبری» Liberian Girl
33. «جیغ» Scream
34. D.S
35. «دوست دختر» Girlfriend
36. «جمع بشید» Jam
37. «رقص با تو» Rock With You
38. «مردی در آینه» Man in the Mirror
39. For All Time
40. «دور نشو» Don't Walk Away

### برزیل
نسخه برزیلی آلبوم در ۱۷ اکتبر منتشر شد.
لیست آهنگ‌ها:
1. «بیلی جین» Billie Jean
2. «بزن به چاک» Beat It
3. «سیاه یا سفید» Black or White
4. «دلهره آور» Thriller
5. «بد» Bad
6. «حسی که تو به من میدی» The Way You Make Me Feel
7. «بگو بگو بگو» Say Say Say
8. «طبیعت آدم» Human Nature
9. «تا به اندازهٔ کافی گیرت نیومده بس نکن» Don't Stop 'til You Get Enough
10. «مردی در آینه» Man in the Mirror
11. «رقص با تو» Rock With You
12. «شفا دادن دنیا» Heal the World
13. «تو تنها نیستی» You Are Not Alone
14. «آیا آنجا خواهی بود» Will You Be There
15. «میخوای چیزی رو شروع کنی ۲۰۰۸» Wanna Be Startin' Somethin' ۲۰۰۸
16. «دختره مال منه ۲۰۰۸» The Girl Is Mine ۲۰۰۸

### فنلاند
نسخه فنلاندی آلبوم در ۱ اکتبر منتشر شد.
لیست آهنگ‌ها:
1. «بیلی جین» Billie Jean
2. «دلهره آور» Thriller
3. «بزن به چاک» Beat It
4. «مجرم زیرک» Smooth Criminal
5. «بد» Bad
6. «ترانه زمین» Earth Song
7. «سیاه یا سفید» Black or White
8. «دایانای کثیف» Dirty Diana
9. «تو تنها نیستی» You Are Not Alone
10. «فقط نمی‌تونم دوست داشتنت رو مهار کنم» I Just Can't Stop Loving You
11. «شفا دادن دنیا» Heal the World
12. «اونا به ما اهمیتی نمی‌دن» They Don't Care About Us
13. «جیغ» Scream
14. «مردی در آینه» Man in the Mirror
15. «دختر لیبری» Liberian Girl
16. «بگو بگو بگو» Say Say Say
17. «تا به اندازهٔ کافی گیرت نیومده بس نکن» Don't Stop 'til You Get Enough
18. «میخوای چیزی رو شروع کنی» Wanna Be Startin' Somethin

### فرانسه
نسخه فرانسوی آلبوم در ۱۲ دسامبر منتشر شد.
لیست آهنگ‌ها:
دیسک ۱
1. «بیلی جین» Billie Jean
2. «سیاه یا سفید» Black or White
3. «بزن به چاک» Beat It
4. «دور از دیوار» Off The Wall
5. «دلهره آور» Thriller
6. «مجرم زیرک» Smooth Criminal
7. «مردی در آینه» Man In The Mirror
8. «زمان رو به یاد بیار» Remember The Time
9. «طبیعت آدم» Human Nature
10. " «روح‌ها» Ghosts
11. «او کیست» Who Is It
12. «خون روی زمین رقص» Blood On The Dance Floor
13. One More Chance
14. «ترانه زمین» Earth Song
15. «شفا دادن دنیا» Heal The World
16. «بگو بگو بگو» Say Say Say
17. «مگامیکس دلهره آور» Thriller Megamix

دیسک ۲
1. «تا به اندازهٔ کافی گیرت نیومده بس نکن» Don't Stop 'Til You Get Enough
2. «بد» Bad
3. «میخوای چیزی رو شروع کنی» Wanna Be Startin' Somethin
4. «رقص با تو» Rock With You
5. «حسی که تو به من میدی» The Way You Make Me Feel
6. «اونا به ما اهمیتی نمی‌دن» They Don't Care About Us
7. «دایانای کثیف» Dirty Diana
8. P.Y.T. (Pretty Young Thing)
9. «تو تنها نیستی» You Are Not Alone
10. «بی کلام» Speechless
11. «هرچی پیش بیاد» Whatever Happens
12. «گریه» Cry
13. «آیا آنجا خواهی بود» Will You Be There
14. «کار در روز و شب» Workin' Day And Night
15. «تو دنیامو می‌لرزونی» You Rock My World
16. «خطرناک» Dangerous
17. «Got The Hots»

### ست جعبه‌ای لوکس
نسخه ست جعبه‌ای لوکس فرانسوی آلبوم در همان روز و در ۳ دیسک منتشر شد.
- دیسک ۳

1. «چرخ فلک» Carousel
2. «رقص با تو (نسخه ال پی اورجینال)» Rock With You (Original LP Version)
3. «غریبه‌ای در مسکو» Stranger In Moscow
4. «دختره مال منه» The Girl Is Mine
5. «The Way You Love Me»
6. «اون ترسناکه» Is It Scary
7. «کودکی» Childhood
8. «بد (دنس میکس)» Bad (Dance Extended Mix)
9. «میخوای چیزی رو شروع کنی (میکس)» Wanna Be Startin' Somethin' (Extended 12" Mix)
10. «بیلی جین (نسخه اورجینال ۱۲) Billie Jean (Original 12" Version)
11. «قسمت دیگهٔ من (دنس میکس)» Another Part Of Me (Extended Dance Mix)
12. «حسی که تو به من میدی (دنس میکس)» The Way You Make Me Feel (Dance Extended Mix)
13. «سیاه یا سفید (میکس)» Black or White (The Civilles & Cole House/Club Mix)

### آلمان و سوئیس
در ۱۴ ژوئیه، آگهی داده شد که طرفداران آلمانی تا ۲۸ ژوئیه فرصت دارند تا ۳۰ آهنگ از ۱۲۱ آهنگ انتخاب کنند. نسخه آلمانی آلبوم در ۲۲ اوت منتشر شد. تاریخ انتشار نسخه آلمانی با نسخه سوئیسی یکسان بود.
لیست آهنگ‌ها:
1. «بیلی جین» Billie Jean
2. «بزن به چاک» Beat It
3. «دلهره آور» Thriller
4. «مجرم زیرک» Smooth Criminal
5. «بد» Bad
6. «دایانای کثیف» Dirty Diana
7. «سیاه یا سفید» Black or White
8. «مردی در آینه» Man in the Mirror
9. «ترانه زمین» Earth Song
10. «شفا دادن دنیا» Heal The World
11. «اونا به ما اهمیتی نمی‌دن» They Don't Care About Us
12. «او کیست» Who Is It
13. «بی کلام» Speechless
14. «حسی که تو به من میدی» The Way You Make Me Feel
15. «We've Had Enough»
16. «زمان رو به یاد بیار» Remember the Time
17. «هرچی پیش بیاد» Whatever Happens
18. «تو تنها نیستی» You Are Not Alone
19. «بگو بگو بگو» Say Say Say
20. «دختر لیبری» Liberian Girl
21. «می خوای چیزی رو شروع کنی» Wanna Be Startin' Somethin
22. «تا به اندازهٔ کافی گیرت نیومده بس نکن» Don't Stop 'til You Get Enough
23. «فقط نمی‌تونم دوست داشتنت رو مهار کنم» I Just Can't Stop Loving You
24. «(خودتو) به من بسپار» Give In to Me
25. «خطرناک» Dangerous
26. «آیا آنجا خواهی بود» Will You Be There
27. «جیغ» Scream
28. «تو دنیامو می‌لرزونی» You Rock My World
29. «غریبه‌ای در مسکو» Stranger in Moscow
30. «رقص با تو» Rock With You
31. «Got the Hots»
32. «مگامیکس دلهره آور» Thriller Megamix

### یونان
نسخه یونانی آلبوم شامل ۳۲ آهنگ و در دو دیسک در ۱۷ نوامبر ۲۰۰۸ منتشر شد.
دیسک ۱:
1. «بیلی جین» Billie Jean
2. «بزن به چاک» Beat It
3. «مجرم زیرک» Smooth Criminal
4. «بد» Bad
5. «جمع بشید» Jam
6. «رقص با تو» Rock With You
7. «دایانای کثیف» Dirty Diana
8. «سیاه یا سفید» Black Or White
9. «جیغ» Scream
10. «می خوای چیزی رو شروع کنی» Wanna Be Startin' Somethin
11. «تا به اندازهٔ کافی گیرت نیومده بس نکن» Don't Stop 'Til You Get Enough
12. «پشت درهای بسته» In The Closet
13. «دختر لیبری» Liberian Girl
14. «دختره مال منه» The Girl Is Mine
15. «غریبه‌ای در مسکو» Stranger In Moscow
16. «خون روی زمین رقص» Blood On The Dance Floor
17. «خطرناک» Dangerous

دیسک ۲:
1. «دلهره آور» Thrille
2. «دور از دیوار» Off The Wall
3. «می خوای چیزی رو شروع کنی ۲۰۰۸ همراه اکون» Wanna Be Startin' Somethin' 2008 with Akon
4. «می تونی حسش کنی» Can You Feel It
5. «اونا به ما اهمیتی نمی‌دن» They Don't Care About Us
6. «دور هم جمع شید» Come Together
7. «طبیعت آدم» Human Nature
8. «ترانه زمین» Earth Song
9. «تو تنها نیستی» You Are Not Alone
10. «حسی که تو به من میدی» The Way You Make Me Feel
11. «زمان رو به یاد بیار» Remember The Time
12. «مردی در آینه» Man In The Mirror
13. «روح‌ها» Ghosts
14. «تسخیر ناپذیر» Invincible
15. «مگامیکس دلهره آور» Thriller Megamix

### هنگ کنگ
در ۶ اوت، آگهی داده شد که آلبوم در دو دیسک و در ۲۸ اوت منتشر می‌شود. طرفداران می‌توانستند به ۱۰ آهنگ منتخب خود از سایت سونی بی ام جی هنگ کنگ رای بدهند.
لیست آهنگ‌ها
1. «بیلی جین» Billie Jean
2. «بد» Bad
3. «بگو بگو بگو» Say Say Say
4. «دلهره آور» Thriller
5. «روح‌ها» Ghosts
6. «آیا آنجا خواهی بود» Will You Be There
7. «شفا دادن دنیا» Heal the World
8. «مجرم زیرک» Smooth Criminal
9. «جمع بشید» Jam
10. «جیغ» Scream
11. «فقط نمی‌تونم دوست داشتنت رو مهار کنم» I Just Can't Stop Loving You
12. «سیاه یا سفید» Black or White
13. «اونا به ما اهمیتی نمی‌دن» They Don't Care About Us
14. «دور هم جمع شید» Come Together
15. «ما دنیاییم» We Are the World
16. «تا به اندازهٔ کافی گیرت نیومده بس نکن» Don't Stop 'til You Get Enough
17. «بزن به چاک» Beat It
18. «خطرناک» Dangerous
19. «دایانای کثیف» Dirty Diana
20. «تو تنها نیستی» You Are Not Alone
21. «زمان رو به یاد بیار» Remember the Time
22. «حسی که تو به من میدی» The Way You Make Me Feel
23. «مردی در آینه» Man in the Mirror
24. «ترانه زمین» Earth Song
25. «او از زندگیم بیرونه» She's out of My Life
26. «دختره مال منه» The Girl Is Mine
27. «تو دنیامو می‌لرزونی» You Rock My World
28. «خون روی زمین رقص» Blood on the Dance Floor
29. «می خوای چیزی رو شروع کنی» Wanna Be Startin' Somethin
30. «بیلی جین ۲۰۰۸» Billie Jean ۲۰۰۸
31. «مگامیکس دلهره آور» Thriller Megamix

### مجارستان
در ۹ ژوئیه، آگهی داده شد که طرفداران تا ۲۷ ژوئیه فرصت دارند تا آهنگ‌های منتخب خود را از ۱۲۲ آهنگ انتخاب کنند.
لیست آهنگ‌ها:
1. «بیلی جین» Billie Jean
2. «سیاه یا سفید» Black or White
3. «دلهره آور» Thriller
4. «مجرم زیرک» Smooth Criminal
5. «ترانه زمین» Earth Song
6. «بد» Bad
7. «بزن به چاک» Beat It
8. «دایانای کثیف» Dirty Diana
9. «اونا به ما اهمیتی نمی‌دن» They Don't Care About Us
10. «شفا دادن دنیا» Heal the World
11. «زمان رو به یاد بیار» Remember the Time
12. «بگو بگو بگو» Say Say Say
13. «خطرناک» Dangerous
14. «(خودتو) به من بسپار» Give In to Me
15. «تو تنها نیستی» You Are Not Alone
16. «مگامیکس دلهره آور» Thriller Megamix

### ایتالیا
نسخه ایتالیایی پادشاه پاپ در ۳ اکتبر منتشر شد.
لیست آهنگ‌ها:
1. «بیلی جین» Billie Jean
2. «سیاه یا سفید» Black or White
3. «مردی در آینه» Man in the Mirror
4. «هرچی پیش بیاد» Whatever Happens
5. «مجرم زیرک» Smooth Criminal
6. «بزن به چاک» Beat It
7. «دور از دیوار» Off the Wall
8. «We've Had Enough»
9. «خطرناک» Dangerous
10. «اونا به ما اهمیتی نمی‌دن» They Don't Care About Us
11. «طبیعت آدم» Human Nature
12. «می خوای چیزی رو شروع کنی» Wanna Be Startin' Somethin
13. «روح‌ها» Ghosts
14. «تو دنیامو می‌لرزونی» You Rock My World
15. «ترانه زمین» Earth Song
16. «دلهره آور» Thriller
17. «معتاد تبلوید» Tabloid Junkie
18. «دختر لیبری» Liberian Girl
19. «زمان رو به یاد بیار» Remember the Time
20. «ما دنیاییم» We Are the World
21. «او کیست» Who Is It
22. «بی کلام» Speechless
23. «مرفین» Morphine
24. «حسی که تو به من میدی» The Way You Make Me Feel
25. «بد» Bad
26. «خون روی زمین رقص» Blood on the Dance Floor
27. «رقص با تو» Rock with You
28. «تا به اندازهٔ کافی گیرت نیومده بس نکن» Don't Stop 'til You Get Enough
29. «تو تنها نیستی» You Are Not Alone
30. «شفا دادن دنیا» Heal the World
31. «Got The Hots»
32. «چرخ فلک» Carousel

### ژاپن
در ۱۸ ژوئیه، آگهی انتشار نسخه ژاپنی داده شد و طرفداران می‌توانستند از بین ۱۲۰ آهنگ، آهنگ‌های منتخب خود را انتخاب کنند. این آلبوم در ۲۴ سپتامبر توسط سونی موزیک ژاپن منتشر شد.
لیست آهنگ‌ها:
1. «بیلی جین» Billie Jean
2. «مردی در آینه» Man in the Mirror
3. «مجرم زیرک» Smooth Criminal
4. «دلهره آور» Thriller
5. «بزن به چاک» Beat It
6. «بد» Bad
7. «سیاه یا سفید» Black or White
8. «شفا دادن دنیا» Heal the World
9. «رقص با تو» Rock With You
10. «طبیعت آدم» Human Nature
11. «ما دنیاییم» We Are the World
12. «بگو بگو بگو» Say Say Say
13. «جیغ» Scream
14. «زمان رو به یاد بیار» Remember the Time
15. «دور از دیوار» Off the Wall
16. «بن» Ben
17. «مگامیکس دلهره آور» Thriller Megamix

### هلند
در ۲۲ ژوئیه، آگهی انتشار نسخه هلندی داده شد و طرفداران هلندی می‌توانستند از بین ۱۰۰ آهنگ، ۵ آهنگ انتخاب کنند. نسخه هلندی آلبوم در ۲۲ اوت منتشر شد.
لیست آهنگ‌ها:
1. «بیلی جین» Billie Jean
2. «دلهره آور» Thriller
3. «بزن به چاک» Beat It
4. «مجرم زیرک» Smooth Criminal
5. «دایانای کثیف» Dirty Diana
6. «تا به اندازهٔ کافی گیرت نیومده بس نکن» Don't Stop 'til You Get Enough
7. «مردی در آینه» Man in the Mirror
8. «اونا به ما اهمیتی نمی‌دن» They Don't Care About Us
9. «سیاه یا سفید» Black or White
10. «می خوای چیزی رو شروع کنی» Wanna Be Startin' Somethin
11. «حسی که تو به من میدی» The Way You Make Me Feel
12. «بد» Bad
13. «ترانه زمین» Earth Song
14. «بن» Ben
15. «شفا دادن دنیا» Heal the World
16. «دختر لیبری» Liberian Girl
17. «رقص با تو» Rock With You
18. «می تونی حسش کنی» Can You Feel It
19. «او از زندگیم بیرونه» She's out of My Life
20. «تو تنها نیستی» You Are Not Alone
21. «غریبه‌ای در مسکو» Stranger in Moscow
22. «دختره مال منه» The Girl Is Mine
23. «زمان رو به یاد بیار» Remember the Time
24. «تو دنیامو می‌لرزونی» You Rock My World
25. «طبیعت آدم» Human Nature
26. «(خودتو) به من بسپار» Give In to Me
27. «آیا آنجا خواهی بود» Will You Be There
28. «دور از دیوار» Off the Wall
29. «آنجا خواهم بود» I'll Be There
30. «او کیست» Who Is It
31. «خون روی زمین رقص» Blood on the Dance Floor
32. «بگو بگو بگو» Say Say Say
33. «Blame It on the Boogie»
34. «روح‌ها» Ghosts
35. «Got the Hots»

### نیوزیلند
در ۳ ژوئیه، آگهی انتشار نسخه نیوزیلندی داده شد و طرفداران تا ۲۰ ژوئیه می‌توانستند آهنگ‌های منتخب خود را انتخاب کنند. نسخه نیوزیلندی آلبوم در ۲۵ اوت منتشر شد.
لیست آهنگ‌ها:
1. «بیلی جین» Billie Jean
2. «دلهره آور» Thriller
3. «تا به اندازهٔ کافی گیرت نیومده بس نکن» Don't Stop 'til You Get Enough
4. «مردی در آینه» Man in the Mirror
5. «سیاه یا سفید» Black or White
6. «Blame It on the Boogie»
7. «بزن به چاک» Beat It
8. «مجرم زیرک» Smooth Criminal
9. «بد» Bad
10. «رقص با تو» Rock With You
11. «حسی که تو به من میدی» The Way You Make Me Feel
12. «شفا دادن دنیا» Heal the World
13. «جیغ» Scream
14. «دایانای کثیف» Dirty Diana
15. «زمان رو به یاد بیار» Remember the Time
16. «اونا به ما اهمیتی نمی‌دن» They Don't Care About Us
17. «غریبه‌ای در مسکو» Stranger in Moscow

### فیلیپین
سونی بی ام جی فیلیپین و MYX Music Channel خبر انتشار آلبوم پادشاه پاپ را دادند. طرفداران فیلیپینی آهنگ‌های خود را انتخاب کردند و این آلبوم در ۲۸ اوت ۲۰۰۸ منتشر شد.
لیست آهنگ‌ها:
1. «Blame It on the Boogie»
2. «تا به اندازهٔ کافی گیرت نیومده بس نکن» Don't Stop 'til You Get Enough
3. «رقص با تو» Rock With You
4. «دور از دیوار» Off the Wall
5. «او از زندگیم بیرونه» She's out of My Life
6. «دختره مال منه» The Girl Is Mine
7. «دلهره آور» Thriller
8. «بزن به چاک» Beat It
9. «بیلی جین» Billie Jean
10. «طبیعت آدم» Human Nature
11. «P.Y.T. (Pretty Young Thing)»
12. «بد» Bad
13. «حسی که تو به من میدی» The Way You Make Me Feel
14. «مردی در آینه» Man in the Mirror
15. «فقط نمی‌تونم دوست داشتنت رو مهار کنم» I Just Can't Stop Loving You
16. «مجرم زیرک» Smooth Criminal
17. «پشت درهای بسته» In the Closet
18. «زمان رو به یاد بیار» Remember the Time
19. «شفا دادن دنیا» Heal the World
20. «سیاه یا سفید» Black or White
21. «خیلی زود رفت» Gone Too Soon
22. «خطرناک» Dangerous
23. «جیغ» Scream
24. «اونا به ما اهمیتی نمی‌دن» They Don't Care About Us
25. «ترانه زمین» Earth Song
26. «تو تنها نیستی» You Are Not Alone
27. «کودکی» Childhood
28. «خون روی زمین رقص» Blood on the Dance Floor
29. «تسخیر ناپذیر» Invincible
30. «ما دنیاییم» We Are the World
31. «می خوای چیزی رو شروع کنی ۲۰۰۸» Wanna Be Startin' Somethin' ۲۰۰۸
32. «بگو بگو بگو» Say Say Say
33. «Got the Hots»
34. «مگامیکس دلهره آور» Thriller Megamix

### لهستان
در ۲۹ اوت، آگهی انتشار نسخه لهستانی آلبوم که در در دو دیسک است داده شد و در ۲۰ اکتبر منتشر شد. طرفداران می‌توانستد از ۱۲۰ آهنگ به ۲۰ آهنگ منتخب خود در سایت ویژه سونی بی ام جی لهستان رای بدهند. این سایت در ۲۹ اوت (تولد ۵۰ سالگی مایکل جکسون) فعالیت خود را شروع کرد و در ۱۷ سپتامبر بسته شد.
لیست آهنگ‌ها:
1. «بیلی جین» Billie Jean
2. «سیاه یا سفید» Black or White
3. «دلهره آور» Thriller
4. «ترانه زمین» Earth Song
5. «زمان رو به یاد بیار» Remember The Time
6. «بگو بگو بگو» Say Say Say
7. «خون روی زمین رقص» Blood On The Dance Floor
8. «جیغ» Scream
9. «او کیست» Who Is It
10. «Blame It On The Boogie»
11. «روح‌ها» Ghosts
12. «رقص با تو» Rock With You
13. «شفا دادن دنیا» Heal The World
14. «طبیعت آدم» Human Nature
15. «دختر لیبری» Liberian Girl
16. «خطرناک» Dangerous
17. «مجرم زیرک» Smooth Criminal
18. «(خودتو) به من بسپار» Give In To Me
19. «بزن به چاک» Beat It
20. «مردی در آینه» Man in the Mirror
21. «اونا به ما اهمیتی نمی‌دن» They Don't Care About Us
22. «می تونی حسش کنی» Can You Feel It
23. «دایانای کثیف» Dirty Diana
24. «تو تنها نیستی» You Are Not Alone
25. «می خوای چیزی رو شروع کنی» Wanna Be Startin' Somethin
26. «تو دنیامو می‌لرزونی» You Rock My World
27. «حسی که تو به من میدی» The Way You Make Me Feel
28. «غریبه‌ای در مسکو» Stranger In Moscow
29. «بد» Bad
30. «تا به اندازهٔ کافی گیرت نیومده بس نکن» Don't Stop 'til You Get Enough
31. «ما دنیاییم» We Are The World
32. «مگامیکس دلهره آور» Thriller Megamix

### پرتغال
نسخه پرتغالی آلبوم در ۹ دسامبر ۲۰۰۸ منتشر شد.
لیست آهنگ‌ها:
1. «بیلی جین» Billie Jean
2. «سیاه یا سفید» Black or White
3. «بزن به چاک» Beat It
4. «بد» Bad
5. «مجرم زیرک» Smooth Criminal
6. «تو تنها نیستی» You Are Not Alone
7. «دلهره آور» Thriller
8. «ترانه زمین» Earth Song
9. «مردی در آینه» Man in the Mirror
10. «تو دنیامو می‌لرزونی» You Rock My World
11. «حسی که تو به من میدی» The Way You Make Me Feel
12. «شفا دادن دنیا» Heal The World
13. «تا به اندازهٔ کافی گیرت نیومده بس نکن» Don't Stop 'Til You Get Enough
14. «رقص با تو» Rock With You
15. «دایانای کثیف» Dirty Diana
16. «زمان رو به یاد بیار» Remember the Time

### کره جنوبی
نسخه محدود کره جنوبی آلبوم پادشاه پاپ در ۱۱ دسامبر ۲۰۰۸ منتشر شد.
لیست آهنگ‌ها:
دیسک ۱
1. «بیلی جین» Billie Jean
2. «بزن به چاک» Beat It
3. «سیاه یا سفید» Black Or White
4. «شفا دادن دنیا» Heal The World
5. «تو تنها نیستی» You Are Not Alone
6. «دلهره آور» Thriller
7. «خطرناک» Dangerous
8. «بد» Bad
9. «ما دنیاییم (دمو)» We Are The World (Demo)
10. «جمع بشید» Jam
11. «مردی در آینه» Man In The Mirror
12. «دختره مال منه (همراه پل مک‌کارتی)» The Girl Is Mine (With Paul McCartney)
13. «زمانی رو به یاد بیار» Remember The Time
14. «مجرم زیرک» Smooth Criminal
15. «حسی که تو به من میدی» The Way You Make Me Feel
16. «تاریخ» History

دیسک ۲
1. «آیا آنجا خواهی بود (ویرایش رادیوئی)» Will You Be There (Radio Edit)
2. «فقط نمی‌تونم دوست داشتنت رو مهار کنم (همراه سیداه گرت)» I Just Can'T Stop Loving You (Feat. Sieddah Garret)
3. «رقص با تو» Rock With You
4. «تا به اندازهٔ کافی گیرت نیومده بس نکن» Don't Stop 'Til You Get Enough
5. «دور هم جمع شید» Come Together
6. «جیغ (همراه جانت جکسون)» Scream (Feat. Janet Jackson)
7. «طبیعت آدم» Human Nature
8. «ترانه زمین» Earth Song
9. «دایانای کثیف» Dirty Diana
10. «می خوای چیزی رو شروع کنی» Wanna Be Startin' Somethin
11. «تو دنیامو می‌لرزونی» You Rock My World
12. «او از زندگیم بیرونه» She's Out Of My Life
13. «تو زندگیم هستی» You Are My Life
14. «دور از دیوار» Off The Wall
15. «ایمانتو نگه دار» Keep The Faith
16. «لبخند» Smile
17. «او کیست» Who Is It
18. «کودکی (موسیقی متن نهنگ آزاد ۲)» Childhood (Theme From Free Willy 2)

### اسپانیا
نسخه اسپانیایی پادشاه پاپ در ۱۳ ژانویه ۲۰۰۹ منتشر شد.
لیست آهنگ‌ها:
1. «دلهره آور» Thriller
2. «بیلی جین» Billie Jean
3. «بد» Bad
4. «بزن به چاک» Beat It
5. «مجرم زیرک» Smooth Criminal
6. «سیاه یا سفید» Black or White
7. «مردی در آینه» Man in the Mirror
8. «حسی که تو به من میدی» The Way You Make Me Feel
9. «زمان رو به یاد بیار» Remember the Time
10. «تا به اندازهٔ کافی گیرت نیومده بس نکن» Don't Stop 'til You Get Enough
11. «اونا به ما اهمیتی نمی‌دن» They Don't Care About Us
12. «رقص با تو» Rock With You
13. «خون روی زمین رقص» Blood on the Dance Floor
14. «شفا دادن دنیا» Heal the World
15. «می خوای چیزی رو شروع کنی» Wanna Be Startin' Somethin'
16. «شکست ناپذیر» Unbreakable
17. «ما دنیاییم (دمو)» We Are The World (Demo)

### سوئد
نسخه سوئدی آلبوم در ۱۵ اکتبر منتشر شد.
لیست آهنگ‌ها:
1. «بیلی جین» Billie Jean
2. «دلهره آور» Thriller
3. «بزن به چاک» Beat It
4. «بد» Bad
5. «سیاه یا سفید» Black or White
6. «مجرم زیرک» Smooth Criminal
7. «حسی که تو به من میدی» The Way You Make Me Feel
8. «مردی در آینه» Man in the Mirror
9. «تا به اندازهٔ کافی گیرت نیومده بس نکن» Don't Stop 'til You Get Enough
10. «Blame It on the Boogie»
11. «دایانای کثیف» Dirty Diana
12. «اونا به ما اهمیتی نمی‌دن» They Don't Care About Us
13. «دختره مال منه» The Girl Is Mine
14. «شفا دادن دنیا» Heal The World
15. «ما دنیاییم» We Are the World
16. «دختر لیبری» Liberian Girl
17. «ترانه زمین» Earth Song
18. «می تونی حسش کنی» Can You Feel It
19. «فقط نمی‌تونم دوست داشتنت رو مهار کنم» I Just Can't Stop Loving You
20. «آنجا خواهم بود» I'll Be There
21. «بگو بگو بگو» Say Say Say
22. «بن» Ben
23. «بدنتو تکون بده (بریز پایین)» Shake Your Body (Down to the Ground)
24. «Got the Hots»
25. «Someone Put Your Hand Out»
26. «روی خط» On the Line
27. «State of Shock»
28. «We Are Here to Change the World»
29. «One More Chance»
30. «We've Had Enough»
31. «می خوای چیزی رو شروع کنی ۲۰۰۸» Wanna Be Startin' Somethin' ۲۰۰۸
32. «مگامیکس دلهره آور» Thriller Megamix

### ترکیه
نسخه ترکی پادشاه پاپ در ۲۴ نوامبر منتشر شد.
لیست آهنگ‌ها:
1. «دلهره آور» Thriller
2. «مجرم زیرک» Smooth Criminal
3. «بیلی جین» Billie Jean
4. «سیاه یا سفید» Black or White
5. «اونا به ما اهمیتی نمی‌دن» They Don't Care About Us
6. «بد» Bad
7. «زمانی رو به یاد بیار» Remember the Time
8. «می خوای چیزی رو شروع کنی» Wanna Be Startin' Somethin
9. «پشت درهای بسته» In The Closet
10. «بزن به چاک» Beat It
11. «تا به اندازهٔ کافی گیرت نیومده بس نکن» Don't Stop 'til You Get Enough
12. «جیغ» Scream
13. «او کیست» Who Is It
14. «حسی که تو به من میدی» The Way You Make Me Feel
15. «تو دنیامو می‌لرزونی» You Rock My World
16. «تو تنها نیستی» You Are Not Alone
17. «دختر لیبری» Liberian Girl
18. «دور از دیوار» Off the Wall

### بریتانیا
در ۱۸ ژوئیه، آگهی نسخه بریتانیایی آلبوم داده شد و در ۲۵ اوت منتشر شد. طرفداران تا ۱۰ اوت فرصت داشتند از ۵۰ آهنگ، ۱۸ آهنگ انتخاب کنند.
لیست آهنگ‌ها:
1. «بیلی جین» Billie Jean
2. «بد» Bad
3. «مجرم زیرک» Smooth Criminal
4. «دلهره آور» Thriller
5. «سیاه یا سفید» Black or White
6. «بزن به چاک» Beat It
7. «می خوای چیزی رو شروع کنی» Wanna Be Startin' Somethin
8. «تا به اندازهٔ کافی گیرت نیومده بس نکن» Don’t Stop 'til You Get Enough
9. «حسی که تو به من میدی» The Way You Make Me Feel
10. «رقص با تو» Rock With You
11. «تو تنها نیستی» You Are Not Alone
12. «مردی در آینه» Man in the Mirror
13. «زمان رو به یاد بیار» Remember the Time
14. «جیغ» Scream
15. «تو دنیامو می‌لرزونی» You Rock My World
16. «اونا به ما اهمیتی نمی‌دن» They Don't Care About Us
17. «ترانه زمین» Earth Song

### ست جعبه‌ای لوکس
در بریتانیا، نسخه سه دیسکی لوکس آلبوم در ۲۹ سپتامبر ۲۰۰۸ منتشر شد.
لیست آهنگ‌ها:
دیسک ۱
1. «بیلی جین» Billie Jean
2. «بد» Bad
3. «مجرم زیرک» Smooth Criminal
4. «دلهره آور» Thriller
5. «سیاه یا سفید» Black or White
6. «بزن به چاک» Beat It
7. «می خوای چیزی رو شروع کنی» Wanna Be Startin' Somethin
8. «تا به اندازهٔ کافی گیرت نیومده بس نکن» Don't Stop 'til You Get Enough
9. «حسی که تو به من میدی» The Way You Make Me Feel
10. «رقص با تو» Rock With You
11. «تو تنها نیستی» You Are Not Alone
12. «مردی در آینه» Man in the Mirror
13. «زمان رو به یاد بیار» Remember the Time
14. «جیغ» Scream
15. «تو دنیامو می‌لرزونی» You Rock My World
16. «اونا به ما اهمیتی نمی‌دن» They Don't Care About Us
17. «ترانه زمین» Earth Song

دیسک ۲
1. «دایانای کثیف» Dirty Diana
2. «بگو بگو بگو» Say Say Say
3. «دور از دیوار» Off the Wall
4. «طبیعت آدم» Human Nature
5. «فقط نمی‌تونم دوست داشتنت رو مهار کنم» I Just Can't Stop Loving You
6. «شفا دادن دنیا» Heal the World
7. «آیا آنجا خواهی بود» Will You Be There
8. «غریبه‌ای در مسکو» Stranger in Moscow
9. «بی کلام» Speechless
10. «او از زندگیم بیرونه» She's out of My Life
11. «دختره مال منه» The Girl Is Mine
12. «پروانه‌ها» Butterflies
13. «او کیست» Who Is It
14. «روح‌ها» Ghosts
15. «خون روی زمین رقص» Blood on the Dance Floor
16. «کار در روز و شب» Workin' Day and Night
17. «تاریخ» HIStory
18. «(خودتو) به من بسپار» Give In to Me

دیسک ۳
1. «Can't Get Outta the Rain (نسخه تک‌آهنگ)» Can't Get Outta the Rain (Single Version)
2. «روی خط» On the Line
3. «Someone Put Your Hand Out»
4. «اون ترسناکه (نسخه تک‌آهنگ ویرایش رادیوئی)» Is It Scary (Single Radio Edit)
5. «لبخند (نسخه کوتاه)» Smile (Short Version)
6. «بیلی جین (نسخه ارجینال ۱۲)» Billie Jean (Original 12" Version)
7. «می خوای چیزی رو شروع کنی (میکس)» Wanna Be Startin' Somethin' (Extended 12" Mix)
8. «بد (دنس میکس)» Bad (Dance Extended Mix Includes 'False Fade'
9. «حسی که تو به من میدی (دنس میکس)» The Way You Make Me Feel (Dance Extended Mix)
10. «قسمت دیگهٔ من (دنس میکس)» Another Part of Me (Extended Dance Mix)
11. «مجرم زیرک (دنس میکس)» Smooth Criminal (Extended Dance Mix)
12. «سیاه یا سفید (میکس)» Black or White (The Civilles & Cole House/Club Mix)
13. «مگامیکس دلهره‌آور (ویرایش رادیوئی)» Thriller Megamix (Radio Edit)

## زمان انتشار
- آلمان:۲۲ اوت ۲۰۰۸
- هلند:۲۲ اوت ۲۰۰۸
- سویس:۲۲ اوت ۲۰۰۸
- بلژیک:۲۵ اوت ۲۰۰۸
- نیوزیلند:۲۵ اوت ۲۰۰۸
- بریتانیا:۲۵ اوت ۲۰۰۸
- فیلیپین:۲۸ اوت ۲۰۰۸
- هنگ کنگ:۲۸ اوت ۲۰۰۸
- اتریش:۲۹ اوت ۲۰۰۸
- استرالیا:۲۹ اوت ۲۰۰۸
- مجارستان:۲۹ اوت ۲۰۰۸
- ژاپن:۲۴ سپتامبر ۲۰۰۸
- فنلاند:۱ اکتبر ۲۰۰۸
- ایتالیا:۳ اکتبر ۲۰۰۸
- سوئد:۱۵ اکتبر ۲۰۰۸
- برزیل:۱۷ اکتبر ۲۰۰۸
- لهستان:۲۰ اکتبر ۲۰۰۸
- یونان:۱۷ نوامبر ۲۰۰۸
- ترکیه:۲۴ نوامبر ۲۰۰۸
- کره جنوبی:۱۱ دسامبر ۲۰۰۸
- فرانسه:۱۲ دسامبر ۲۰۰۸